# Nigronia
Nigronia là một chi côn trùng megaloptera trong họ Corydalidae. Kích thước điển hình của các loài trong chi Nigronia là 20–30 mm.

## Các loài
Có 2 loài trong chi Nigronia: Nigronia serricornis và Nigronia fasciata. Điều chính để phân biệt hai loài là Nigronia fasciata có các vùng trắng liên tục và lớn trên cánh, trong khi Nigronia serricornis có các đốm trắng trên cánh cô lập, thay vì lớn và liên tục.